# Vallon d'Aygues Tortes
Pour les articles homonymes, voir Aygues Tortes (homonymie).
Le vallon d'Aygues Tortes est une haute vallée glaciaire de la chaîne de montagnes des Pyrénées, au-dessus de la ville de Loudenvielle dans le Louron, dans le département français des Hautes-Pyrénées en Occitanie.

## Toponymie
Aygues signifie « eaux », tortes signifie « tortueux » donc le lac des eaux tortueuses.

## Géographie

### Situation
Orientée sud-est–nord-ouest, la vallée s'étend sur environ 6 km de longueur avec une largeur entre 3,5 km et 1,5 km.
Le vallon d'Aygues Tortes est une vallée coincée entre la vallée de la Pez à l’ouest, le vallon des Gourgs Blancs à l’est et au nord et la vallée de Chistau dans l'Aragon au sud.
Elle est comprise entièrement dans la commune de Loudenvielle.
Le vallon est dans les massifs de Batchimale et de Perdiguère et la partie sud de la vallée est située sur la frontière franco-espagnole.

### Topographie
Le vallon d'Aygues Tortes est surplombé au sud par des sommets avoisinant les 3 000 mètres :
- au sud : le pic de l'Abeillé (3 029 m), le petit Batchimale (3 061 m), le pic d'Aygues Cruses (2 796 m), le pic d'Aygues Tortes (2 873 m), le pic de la Madère (2 843 m), la pointe Eydoux (2 803 m), la fourche de Clarabide, les pics de Clarabide (3 020 m) ; le port d'Aygues Tortes (2 683 m), le port d'Aygues Cruse (2 832 m), la pointe Maury (2 840 m), le port de Clarabide (2 615 m), le col Maury (2 769 m) et le port supérieur de Pouchergues (2 921 m) permettent le passage vers l'Espagne ;
- à l'ouest : le pic des Bacherets (2 878 m), le pic de la Hourque (2 719 m), le pic du Midi de Génos (2 445 m), la crête d’Aubagnes ;
- au nord et à l'est : le pic de Quartau (2 541 m), le pic de Lègnes (2 646 m), la pyramide de Pouchergues (2 885 m), le pic Saint-Saud (3 003 m), le pic Camboue (3 043 m) et le pic des Gourgs Blancs (3 129 m) ; le col de Quartau (2 504 m), le col de Lègnes (2 576 m) et le col de Pouchergues (2 718 m) permettent le passage vers le vallon des Gourgs Blancs.

### Hydrographie
La Neste de Clarabide qui est un affluent droit de la Neste du Louron et qui le rejoint au niveau du pont de Prat à la centrale hydro-électrique de Tramezaygues, coule au centre de la vallée. 
Le ruisseau d'Aygues Tortes issue des lacs d'Aygues Tortes situé en partie haute (sud-ouest) de la vallée, est un affluent de la Neste de Clarabide.
On y trouve les lacs tels que les lacs d'Aygues Tortes, le lac de Clarabide et le lac de Pouchergues.

## Histoire
Le chemin qui traverse le vallon et qui mène au port d'Aygues Tortes est un point de franchissement des Pyrénées centrales fréquenté par les hommes pour traverser à pied, ou à dos de mulet, la frontière franco-espagnole.
La vallée est inhabitée, les seules structures sont des granges (cabanes Prat Caseneuve).

## Protection environnementale
Le vallon fait partie d'une zone naturelle protégée, classée ZNIEFF de type 2 : vallée du Louron.

## Voies de communication et transports
On accède au vallon d'Aygues Tortes par la route au sud de Loudenvielle, la route départementale 725, au départ du pont de Prat à la centrale hydro-électrique de Tramezaygues. Il faut ensuite traverser les gorges de Clarabide par un chemin très escarpé jusqu'à la construction d'un chemin plus sûr construit par les Ponts et Chaussées, et rejoindre le refuge de la Soula.